# Mrtvecsne peszmi (Janoš Županek)
Mrtvecsne peszmi (Mrliške pesmi) je katoliška pesmarica v šalovskem narečju, ki jo je leta 1910 napisal Janoša Županeka v šalovskem narečju. Pesmarica ima 108 strani in vsebuje 44 pesmi. Tiskal jo madžarski tiskar Ernő Balkányi v Murski Soboti.